# UCIマウンテンバイクワールドカップ1992
UCIマウンテンバイクワールドカップ1992（UCI Mountain Bike World Cup 1992）は、マウンテンバイク (MTB) における、1992年の年間シリーズ戦。

## クロスカントリー
|          | 上位入賞者 (男子)            | ポイント | 上位入賞者 (女子)    | ポイント |
| 総合成績 | トーマス・フリッシュクネヒト |          | ルーシー・マテス     |          |
| 総合成績 | ジョン・トマック             |          | ジュリアナ・フルタド |          |
| 総合成績 | ネッド・オーバーエンド       |          | シャンタル・ドクール |          |

| 開催日 | 場所                 | 上位入賞者 (男子)            | 上位入賞者 (女子)      |
|        |                      |                              |                        |
| 4/26   | ウッファリーズ       | ジョン・トマック             | アリソン・サイダー     |
| 4/26   | ウッファリーズ       | ネッド・オーバーエンド       | スジ・ブッフバイザー   |
| 4/26   | ウッファリーズ       | ダリル・プライス             | ジュリアナ・フルタド   |
|        |                      |                              |                        |
| 4/30   | ランドグラーフ       | トーマス・フリッシュクネヒト | ルーシー・マテス       |
| 4/30   | ランドグラーフ       | ジョン・トマック             | アリソン・サイダー     |
| 4/30   | ランドグラーフ       | ペーター・フリッツ           | スジ・ブッフバイザー   |
|        |                      |                              |                        |
| 5/4    | ストラスペファー     | トーマス・フリッシュクネヒト | スジ・ブッフバイザー   |
| 5/4    | ストラスペファー     | ジョン・トマック             | ルーシー・マテス       |
| 5/4    | ストラスペファー     | デヴィッド・ベイカー         | エヴァ・オルヴォソヴァ |
|        |                      |                              |                        |
| 5/10   | クロスタース         | ジョン・トマック             | アリソン・サイダー     |
| 5/10   | クロスタース         | ティム・グールド             | ジュリアナ・フルタド   |
| 5/10   | クロスタース         | バリー・クラーク             | シャンタル・ドクール   |
|        |                      |                              |                        |
| 6/6    | ハンター・マウンテン | ドン・マイラ                 | シャンタル・ドクール   |
| 6/6    | ハンター・マウンテン | トーマス・フリッシュクネヒト | ジュリアナ・フルタド   |
| 6/6    | ハンター・マウンテン | マイク・クローサー           | タミー・ジャック       |
|        |                      |                              |                        |
| 6/20   | モン・サンタンヌ     | トーマス・フリッシュクネヒト | ジュリアナ・フルタド   |
| 6/20   | モン・サンタンヌ     | ダリル・プライス             | ルーシー・マテス       |
| 6/20   | モン・サンタンヌ     | ゲルハルト・ツァルドビレク   | スーザン・デマッテイ   |
|        |                      |                              |                        |
| 6/28   | マウント・スノー     | トーマス・フリッシュクネヒト | シャンタル・ドクール   |
| 6/28   | マウント・スノー     | ジョン・トマック             | ルーシー・マテス       |
| 6/28   | マウント・スノー     | ゲルハルト・ツァルドビレク   | サラ・バランタイン     |
|        |                      |                              |                        |
| 7/26   | マンモス・レイクス   | ネッド・オーバーエンド       | ジュリアナ・フルタド   |
| 7/26   | マンモス・レイクス   | ジョン・トマック             | スーザン・デマッテイ   |
| 7/26   | マンモス・レイクス   | リシ・グルウォル             | ルーシー・マテス       |
|        |                      |                              |                        |
| 8/21   | キルヒツァルテン     | ゲルハルト・ツァルドビレク   | シルビア・フュルスト   |
| 8/21   | キルヒツァルテン     | ヘンリック・ジャルニス       | シャンタル・ドクール   |
| 8/21   | キルヒツァルテン     | エリッヒ・ユーベルハルト     | エヴァ・オルヴォソヴァ |
|        |                      |                              |                        |
| 9/6    | ベール               | ネッド・オーバーエンド       | ルーシー・マテス       |
| 9/6    | ベール               | ダリル・プライス             | ジュリアナ・フルタド   |
| 9/6    | ベール               | デヴィッド・ジャレス         | サラ・バランタイン     |